# Сауд аль-Гашимі
Сауд аль-Гашимі (араб. سعود الهاشمي) — правозахисник Саудівської Аравії. У 2011 році він був визнаний винним в «непокорі королю Саудівської Аравії, формуванні організації, яка протистоїть державі, піддав сумніву незалежність судової влади, відмиванні грошей і "підтримці тероризму"» і був засуджений до 30 років тюремного ув'язнення і штрафу в 2 мільйони ріалів (близько 534 тисяч доларів) . Ряд правозахисних організацій закликали уряд Саудівської Аравії звільнити Хашимі. Крім цього, «Amnesty International» визнала Хашимі в'язнем совісті, якого переслідують за «мирне дотримання його права на свободу вираження і зборів» .

## Арешт
Хашимі був заарештований в лютому 2007 року в  Джидді, разом з ним були арештовані ще 8 громадських активістів, що критично ставилися до уряду Саудівської Аравії. Вони разом з Хашимі планували заснувати власну партію або правозахисну організацію . Заарештовані знаходилися у в'язниці без пред'явлення звинувачень до серпня 2010 року . Міністр внутрішніх справ Саудівської Аравії Мансур аль-Туркі заявив, що вони були заарештовані за «підтримку тероризму» .
Приблизно в цей період Хашимі оголосив тижневу голодовку, тоді охоронці роздягли його, залишивши лише нижню білизну, і залишили в холодній тюремній камері на кілька годин . Потім Хашимі змусили зізнатися в тому, що він «контактував з Аль-Джазірою, збирав гроші без дозволу правителя» . За даними правозахисної організації «Islamic Human Rights Commission» в листопаді 2010 року Хашимі зазнав тортур, його били електрошоком .
Всі дев'ятеро заарештованих постали перед судом лише в 2011 році. На засідання не були допущені ЗМІ. «Amnesty International» охарактеризувала судовий процес як «обурливо несправедливий» . Хашимі був визнаний винним в «непокорі королю Саудівської Аравії, формуванні організації, яка протистоїть державі, піддав сумніву незалежність судової влади, відмиванні грошей і "підтримці тероризму"» та засуджений до 30 років ув'язнення і штрафу в два мільйони ріалів (близько 534 тисяч доларів) .

## Наступні події
Ряд правозахисних організацій виступили на захист заарештованого правозахисника. Робоча група ООН з довільних затримань заявила, що арешт аль-Хашимі є незаконним . Правозахисна організація «Amnesty International» визнала Хашимі в'язнем совісті, яких переслідують за «мирне дотримання його права на свободу вираження і зборів» . Міжнародна федерація за права людини і Всесвітня організація проти тортур  випустили спільну заяву, в якій закликали до «негайного втручання», а також заявили про необхідність негайного і беззастережного звільнення аль-Хашимі. Правозахисна організація «Human Rights Watch» піддала критиці уряд Саудівської Аравії за арешт Хашимі, додавши, що «пригнічення політичних ув'язнених не зменшує необхідність демократичних змін» .
У лютому 2012 року організація «Islamic Human Rights Commission» повідомила, що Хашимі міститься в одиночній камері . У жовтні того ж року «Amnesty International» опублікувала повідомлення, що мати засудженого правозахисника важко хвора і закликала уряд Саудівської Аравії дозволити Хашимі побачитися з нею .